# Casa del Fascio (Firenze)
L'ex casa del Fascio di Firenze, oggi sede dell'Ufficio tecnico erariale, si trova in via dell'Agnolo 80. L'edificio occupa un intero isolato delimitato ad ovest dalla via Verdi, a nord dalla via dell'Ulivo, ad est dalla via dei Pepi ed a sud dalla via dell'Agnolo. Il volume compatto emerge nel tessuto articolato e minuto del popolare quartiere di Santa Croce, differenziandosene fortemente e costituendo inevitabilmente, assieme alle Poste ed agli edifici adibiti ad attività direzionale e scolastica di via Pietrapiana e via dell'Agnolo, un elemento di estraneità.

## Storia
L'edificio fu commissionato come sede del gruppo rionale "Dante Rossi" all'architetto Raffaello Fagnoni dalla federazione fascista dopo che questa aveva acquistato dal comune di Firenze, nel 1938, un lotto di proprietà del Comune nel quartiere di santa Croce, in corso di risanamento.

### Il progetto
Il progetto, completamente definito nel dicembre dello stesso anno, si uniformava al Regolamento che accompagnava il piano di ricostruzione disposto dall'Ufficio Tecnico e prevedeva che: l'edificio fosse costituito di due corpi distinti, in modo da conservare la preesistente via Rosa; la maggior parte dell'area (1490 m2. su un totale di 2600) fosse destinata a giardino; i fronti si allineassero lungo strada seguendone l'andamento (da qui il fronte convesso su via dell'Agnolo); l'altezza non superasse i 14 metri. Il complesso presenta dunque un impianto ad "U" articolato in due diverse parti: la prima (asse via Verdi-via dell'Agnolo) ha tre piani fuori terra e facciate rigorosamente simmetriche scandite da un ritmo regolare di finestre riquadrate in pietra; in essa si trovano le sale e gli uffici: la seconda (asse via dei Pepi) si sviluppa su unico piano ed è caratterizzata da una teoria di porte sovrastate da luci quadrate sulla via dell'Agnolo, da finestre ed oblò sulla via dei Pepi; in essa erano previsti il cinema-teatro e la palestra.

### La costruzione
I lavori del primo lotto (ali su via Verdi e via dell'Agnolo) furono appaltati nel gennaio del 1939; le demolizioni vennero avviate il 13 gennaio dello stesso anno ed i lavori ebbero inizio il 14 febbraio, appena terminata la tramvia nelle vie dell'Agnolo e Verdi. La costruzione procedette con estrema celerità, tanto che nel marzo erano già costruiti gli scantinati, nel maggio si innalzarono le strutture del piano terra e nell'agosto si iniziò la copertura. L'edificio venne inaugurato il 21 aprile 1940 alla presenza del ministro Alessandro Pavolini.
Nell'occasione l'edificio venne segnalato dalle cronache cittadine per lo stile "dignitoso, di chiaro sapore fiorentino" e per "l'aspetto grandioso, pur nelle linee semplici e moderne".

### L'ampliamento
A seguito dello scoppio della guerra, e della mutata situazione politica, non si dette avvio alla costruzione del secondo lotto (palestra-cinema) e l'edificio mutò la propria destinazione d'uso.
Questo venne trasformato in nuova sede dell'Ufficio tecnico erariale a partire dal 1955 e sin da questa data si rese necessario ampliarlo per poter accogliere gli uffici del Centro meccanografico catastale e delle visure per il pubblico.
Nello stesso 1955 venne redatto un primo progetto da parte del provveditorato alle Opere pubbliche che prevedeva la costruzione di altre due ali, parallele al corpo su via Verdi, in modo da costituire con il preesistente un impianto ad "E": tale progetto non viene tuttavia giudicato positivamente e nell'ottobre del 1956 si procedette ad un concorso. Quattro furono i progetti presentati: uno (architetti F. Pennisi, B. Savelli, G. Zanzoni) prevedeva il mantenimento del passaggio centrale e la costruzione di un'ala sulla via dei Pepi, alla quale si addossa il corpo più basso del salone visure; un altro - opera dello stesso Fagnoni - prevedeva invece la chiusura del passaggio, tamponato e ricucito al fronte con l'inserimento di due finestre, la costruzione di un'ala sulla via dei Pepi e la pressoché completa saturazione della corte retrostante con un volume ad un piano.
La vittoria viene attribuita al Fagnoni che rivide più volte - nel maggio 1957, novembre 1958, marzo 1959 - il proprio progetto sino a giungere, nell'agosto del 1959, alla soluzione definitiva: i piani dell'ala su via dei Pepi sono portati da 5 a 6, viene definito un altro accesso sulla via dell'Ulivo, è variata la distribuzione di alcuni vani e la posizione delle scale interne; nell'occasione viene anche previsto il rifacimento della vecchia copertura e la ridistribuzione degli uffici dell'ala originaria. I lavori si conclusero nel 1960.

## Descrizione
L'edificio presenta sul retro uno spazio inedificato che in origine si configurava come una corte alberata accessibile a tutti gli abitanti di quartiere e che adesso, a seguito della saturazione operata, non è altro che uno spazio di risulta e di parcheggio.
L'edificio si presenta chiaramente distinto in tre corpi, tutti caratterizzati da una volumetria compatta e tuttavia diversi per altezza e soluzione stilistica. Il primo, disposto ad "L" con i fronti prospicienti le vie Verdi e dell'Agnolo, si sviluppa su 3 piani fuori terra ed uno interrato ed è scandito verticalmente dalla griglia modulare delle aperture dal ritmo serrato (finestre inginocchiate al piano terra, quadrate ai piani superiori) ed orizzontalmente dalle linee continue dello zoccolo basamentale e delle fasce marcapiano e sottogronda.
All'estremità del fronte est di tale corpo, un volume più basso su due piani dalla facciata completamente vetrata, nel quale è situato il portone d'accesso con sovrastante cornice aggettante in pietra, funge da collegamento con il corpo degli uffici: questo, a pianta rettangolare parallela all'asse della via dei Pepi, si sviluppa su sei piani fuori terra ed è caratterizzato dalla teoria continua di finestre distribuite a formare, sul fronte est, delle fasce orizzontali enfatizzate dal basamento in pietra.
Il fronte sulla corte interna risulta molto più eterogeneo: il terzo corpo, ovvero il volume compatto del salone visure, si configura come una cortina muraria su un unico piano fuori terra, mal articolato nei confronti della retrostante facciata del nucleo originario dell'edificio, cosicché il risultato finale è più di saturazione casuale che non di progettazione organica.
Relativamente agli interni, questi sono caratterizzati, per i due corpi degli uffici, da una serie di vani di contenute dimensioni distribuiti attorno a corridoi che si dispiegano per tutta la lunghezza dell'edificio: il salone visure si presenta invece come uno spazio unitario caratterizzato dalla notevole luce del solaio.
Il carattere austero dell'edificio, già esplicito negli anni della costruzione del primo nucleo, risulta oggi amplificato dalle scelta operate dal Fagnoni in fase d'ampliamento: benché il desiderio fosse quello di operare in continuità con il primo nucleo, tale sintesi non ci pare assolutamente riuscita ed a poco serve l'utilizzo del medesimo materiale (intonaco, basamento in peperino, finestre di forma quadrata).
Poco felice, alla luce anche dell'alta densità degli isolati circostanti, la scelta di saturare la corte interna con un corpo ad un piano, scelta che ha peraltro fortemente pregiudicato, anche a causa della scomparsa delle finestre archivoltate al piano terra, la facciata posteriore. Lo stravolgimento degli spazi appare ancora più macroscopico all'interno, dove le originarie sale, dalle ampie dimensioni e ben aerate, sono state frazionate in piccoli vani.

## Fortuna critica
Riesce difficile parlare di fortuna critica per questo edificio: unico documento di storiografia critica risulta il dossier di stampa sulla costruzione degli anni '40 che loda incondizionatamente sia i tempi di costruzione dell'opera, sia lo stile dell'edificio "di aspetto grandioso, pur nelle linee semplici e moderne", "dignitoso, con chiaro sapore fiorentino". Sulla successiva trasformazione attuata alla fine degli anni Cinquanta, non si trova alcuna traccia, tanto che quest'opera risulta la meno conosciuta ed indagata dell'intera produzione architettonica del Fagnoni.

## Curiosità
- La costruzione della casa del Fascio e la ristrutturazione delle strade circostanti sono descritte ne Il quartiere di Vasco Pratolini.